# باولو أموديو
باولو أموديو (بالفرنسية: Paolo Amodio)‏ هو لاعب كرة قدم لوكسمبورغي في مركز الهجوم، ولد في 28 مايو 1973 في لوكسمبورغ. شارك مع منتخب لوكسمبورغ لكرة القدم. أما مع النوادي، فقد لعب مع جونيس إيتش ونادي بروغريس نيدركورن ونادي ديفردانج 03.

## وصلات خارجية
- باولو أموديو على موقع الاتحاد الدولي (مؤرشف)  (الإنجليزية)
- باولو أموديو على موقع قاعدة بيانات كرة القدم.إي يو (الإنجليزية)
- باولو أموديو على موقع ناشيونال فوتبول تيمز (الإنجليزية)
- باولو أموديو على موقع عالم كرة القدم.نت (الإنجليزية)